# Starý Herštejn
Starý Herštejn je zřícenina hradu na stejnojmenném vrchu v Českém lese, uvnitř přírodní rezervace Starý Hirštejn. Nachází asi šestnáct kilometrů od Domažlic jihovýchodně od Vranova u Pivoně. Zbytky hradu jsou chráněné jako kulturní památka ČR.

## Historie
Starý Herštejn byl založen po polovině třináctého století, pravděpodobně před rokem 1266. Za zakladatele byl považován panovník, ale podle novějších výzkumů ho založili příslušníci německé šlechty.

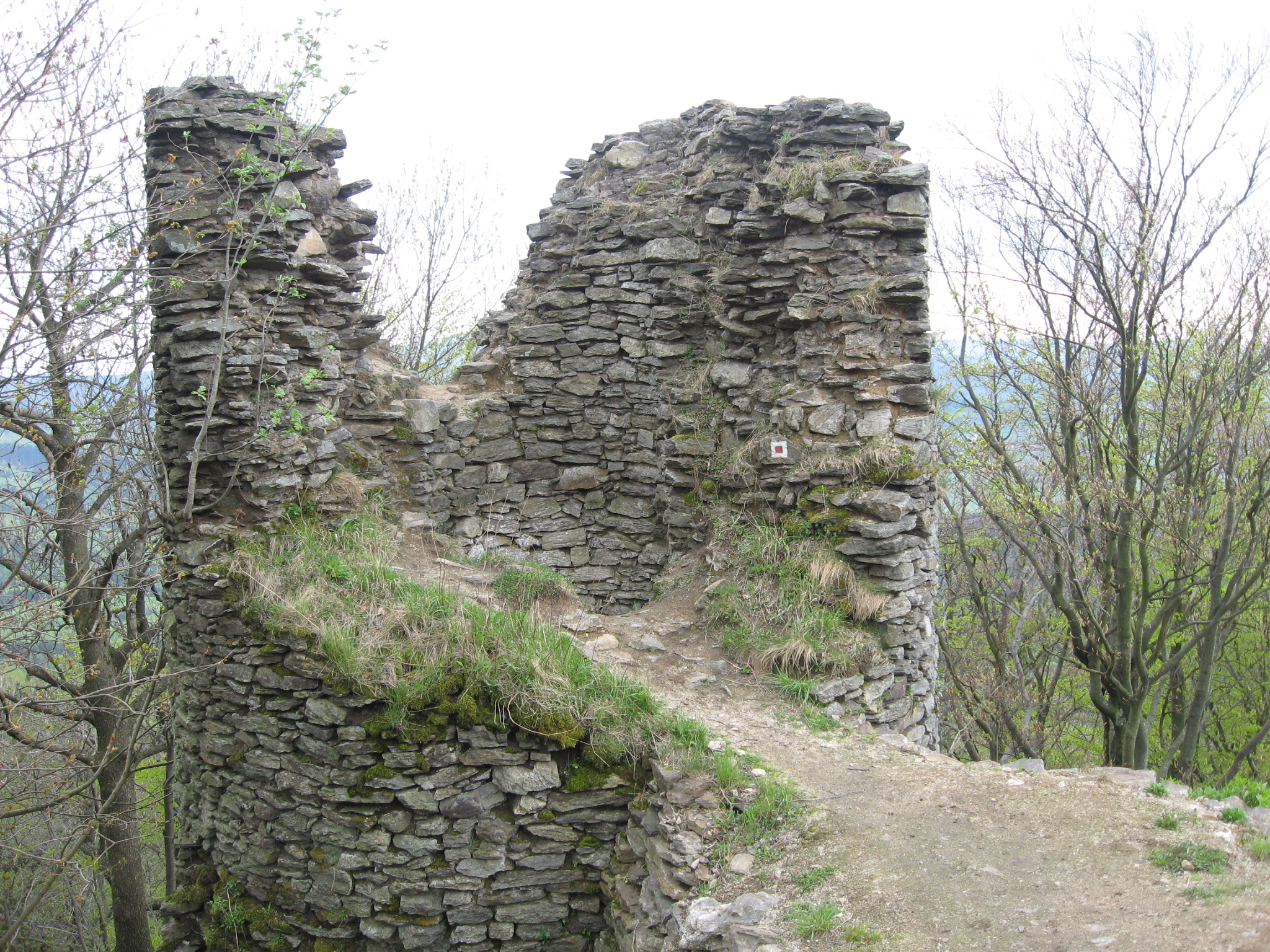
Zachovaná část bergfritu před úpravou na vyhlídkovou plošinu

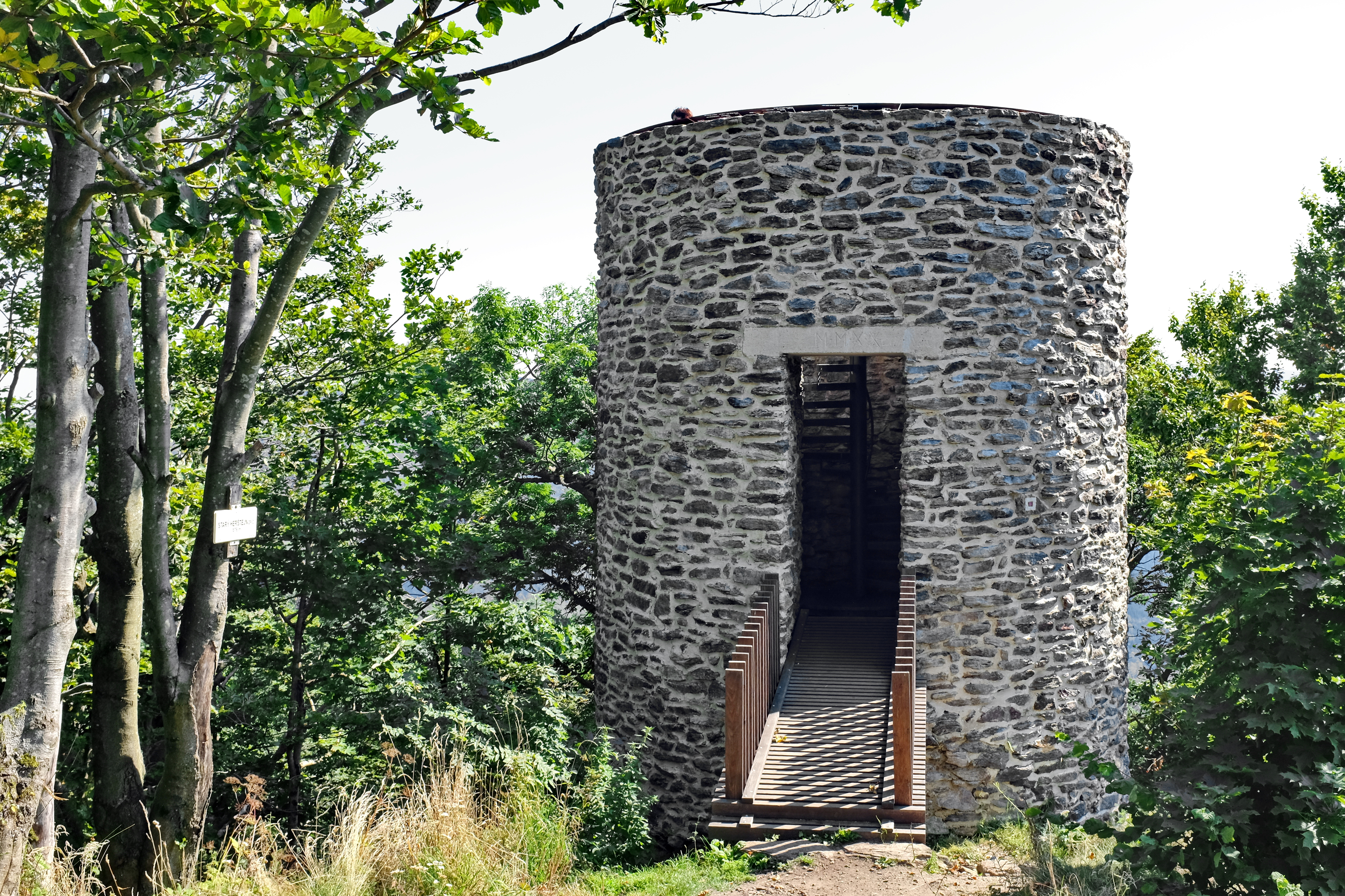
Stav v roce 2021

První písemná zmínka o hradu pochází z roku 1272 a nachází se v predikátu Protivce z Herštejna. U dalších osob se stejným přídomkem z přelomu třináctého a čtrnáctého století není jisté, jestli svůj původ odvozovaly od Starého nebo Nového Herštejna. Před rokem 1328 hrad od dětí jistého Bruka koupil lankrabě Oldřich z Leuchtenberka, který jej za tisíc kop grošů prodal Jindřichovi Bavorskému. Jindřich však nejspíš nikdy nezaplatit celou sumu, a později se majitelem hradu stal nejasným způsobem král Jan Lucemburský. Roku 1331 jej za 300 kop grošů prodal pražskému biskupovi Janu IV. z Dražic, který vlastnil také Horšovský Týn. Za biskupa hrad spravoval purkrabí Zbyněk z Osvračína, který byl také purkrabím Horšovského Týna. Hrad pro církev plnil funkci opěrného bodu a hrál významnou roli při ochraně církevních majetků v okolí Horšovského Týna. Arcibiskup Jan z Jenštejna na Starém Herštejna a v Horšovském Týně prováděl stavební úpravy v ceně 500 kop grošů. Na Herštejně pravděpodobně nechal pouze opravit opevnění.
Před rokem 1420 získal hrad do zástavy za 635 kop grošů Petr Ebrzvín z Hradiště. Roku 1421 byl Herštejn během husitských válek dobyt domažlickým vojskem. Přestože hrad měl i nadále patřit rodu Ebrzvínů, v roce 1427 ho drželi bratři Bedřich a Hanuš z Kolovrat. Bernard Ebrzvín, syn Petra Ebrzvína, převedl vlastnické právo k hradu na Ctibora z Volfštejna, který se roku 1437 psal „seděním na Heršteině“. Brzy poté však hrad přenechal Zdeňkovi z Drštky výměnou za Touškov, Dolní Metelsko a Věvrov. Starý Herštejn poté zůstal součástí horšovskotýnského panství až do roku 1506, kdy jeho část, a později nejspíše celý hrad, získal Zdeněk Dobrohost z Ronšperka. Za něj posádka hradu přepadávala kupce a pocestné, a proto byl prohlášen za zemského škůdce. Roku 1510 hrad oblehlo vojsko hotovosti plzeňského kraje vedené Zdeňkem Lvem z Rožmitálu, dobylo a pobořilo jej. Pustý hrad poté zůstal součástí ronšperského a později horšovskotýnského panství, ale již nikdy nebyl obnoven.

## Stavební podoba

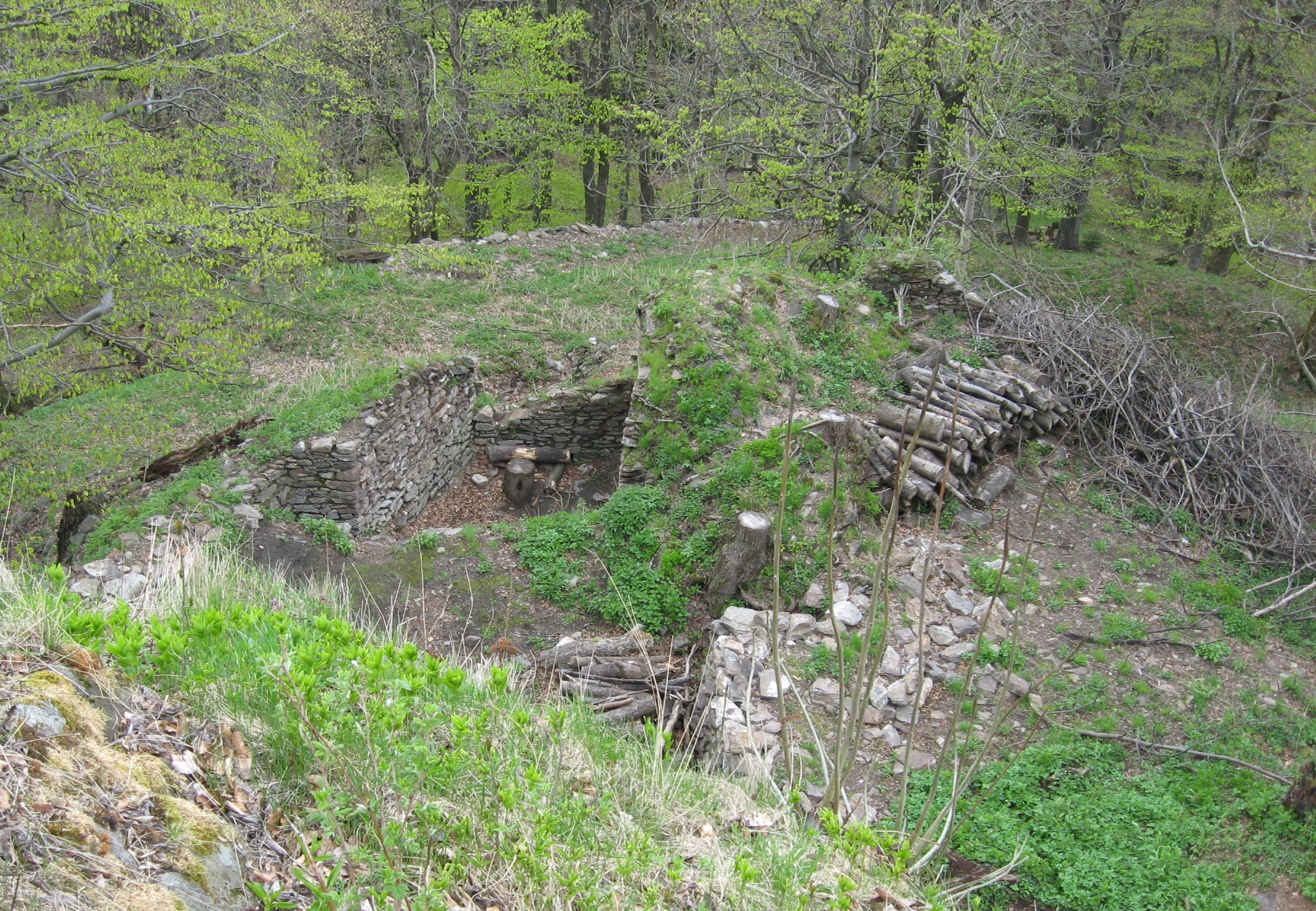
Pohled shora na zbytky hradu

Z hradu se dochovaly zbytky valu a příkopů, které dříve chránily předhradí. Během archeologického výzkumu byly v předhradí nalezeny pozůstatky brány a části zástavby. Brána stávala přibližně uprostřed severozápadní strany předhradí. Původně ji tvořila dovnitř otevřená čtverhranná věž s průjezdem dlážděným velkými kameny a dřevěným ostěním portálu. V pozdější stavební fázi byla věž vybavena malým předbraním a ještě později byl portál brány zazděn. V západním rohu předhradí bývala cihlová kopulová pec a v jejím sousedství budova s vloženou srubovou konstrukcí.
Hradní jádro se nachází na úzkém skalním útvaru, na jehož koncích stály okrouhlé věže. Bergfrit na vstupní straně je částečně dochovaný, zatímco druhá věž byla roku 1510 nebo po polovině sedmnáctého století zničena výbuchem střelného prachu. Zaniklý bergfrit měl silnější zdi a nepravidelný půdorys interiéru. Prostor mezi věžemi vyplňoval palác, který prošel určitým stavebním vývojem. Část pozůstatků byla zničena vojenským využitím objektu ve dvacátém století, ale díky archeologickému výzkumu byla doložena existence jedné podsklepené místnosti.
V letech 2017–2020 byl realizován projekt, při němž byly sanovány rozeklané zbytky hradní věže. Doplněno bylo zdivo a při dozdívání věže pomáhala i replika středověkého kolového jeřábu. Stavba byla ukončena vyhlídkovou plošinou a odvěký strážce hranice od té doby slouží jako rozhledna. K jejímu slavnostnímu předání veřejnosti došlo 19. září 2020.

## Přístup a výhled
Až na vrchol vede k hradu (rozhledně) z Vranovského sedla červeně značená turistická stezka. Trasa je vedena po kamenité lesní pěšině a měří 1,2 km s převýšením asi 120 metrů. Opravená věž láká na hrad mnoho návštěvníků, kteří opravu věže hodnotí jako zdařilou. Daleké rozhledy z vyhlídkového ochozu nabízejí pohledy na Český les i do sousedního Bavorska.